# Mihajlo Bogdanović
Mihajlo Bogdanović (ur. 21 września 1996 w Belgradzie) – serbski koszykarz występujący na pozycjach rzucającego obrońcy lub niskiego skrzydłowego.
Przez dwa sezony występował w Junior Eurolidze (ANGT), w zespole występował wspólnie z Nikolą Jokiciem, Rade Zagoracem i Ognjenem Jaramazem.
14 lipca 2018 został zawodnikiem Miasta Szkła Krosna. 26 października opuścił klub.